# Naranja internacional
Naranja internacional
(Ingeniería)
Naranja internacional
(Puente Golden Gate)
Naranja internacional
(Aeroespacial)
El naranja internacional es un color utilizado en la industria aeroespacial para diferenciar los objetos de su entorno, similar al naranja de seguridad, pero más profundo y con un tono más rojizo.

## Variaciones del naranja internacional

### Aeroespacial
Los trajes presurizados usados por los astronautas de la NASA, el Advanced Crew Escape Suit y su predecesor el Launch Entry Suit, eran de este color, a diferencia del tono más claro de naranja de seguridad usado por los trajes de gran altitud de la Fuerza Aérea de los Estados Unidos. Esto también se planeó para los sistemas Constellation Space Suit que debían estar listos para volar en 2015.
El avión Bell X-1, el primero en romper la barrera del sonido, también fue pintado de color naranja internacional.

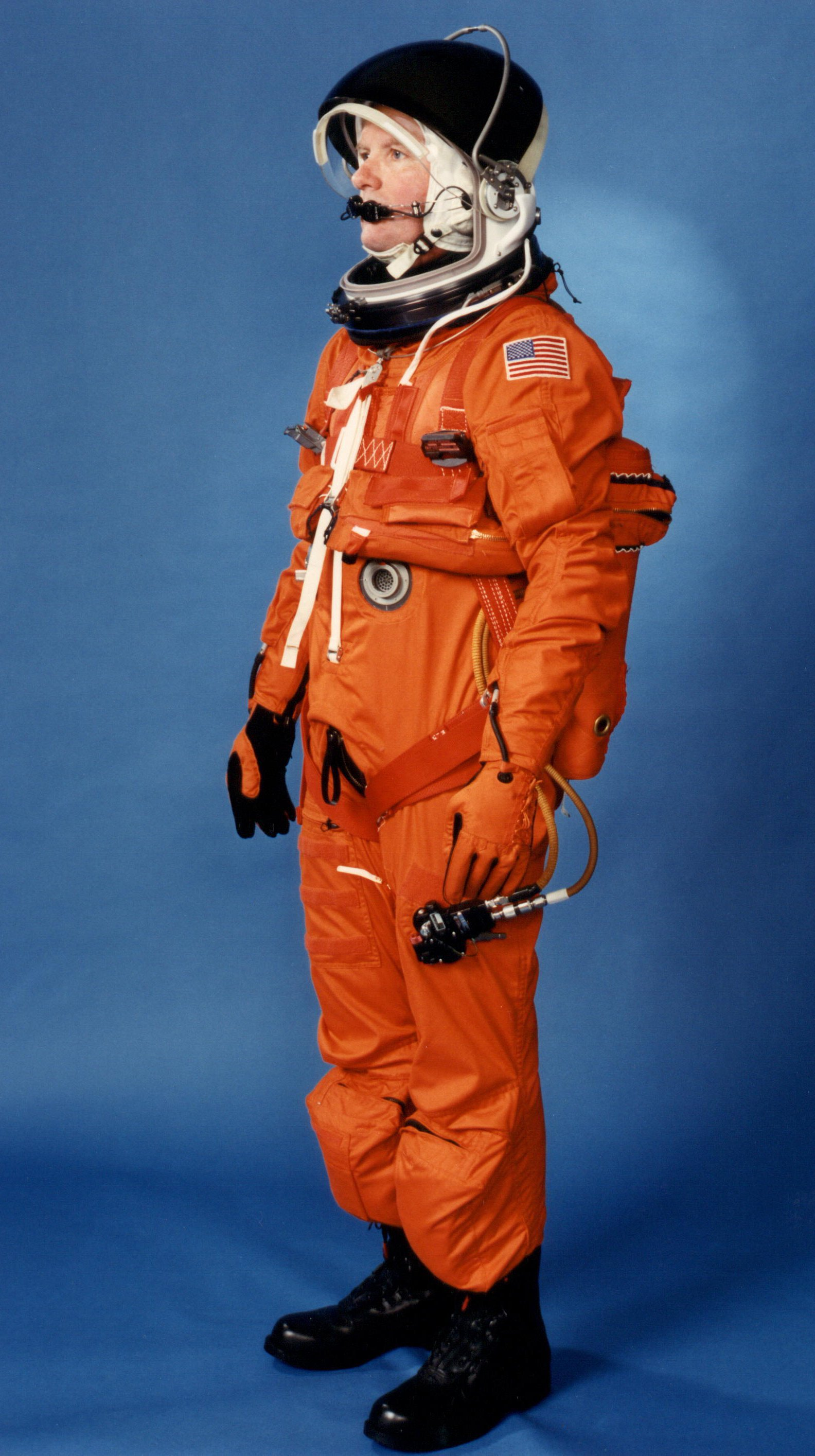
El Launch Entry Suit de la NASA.
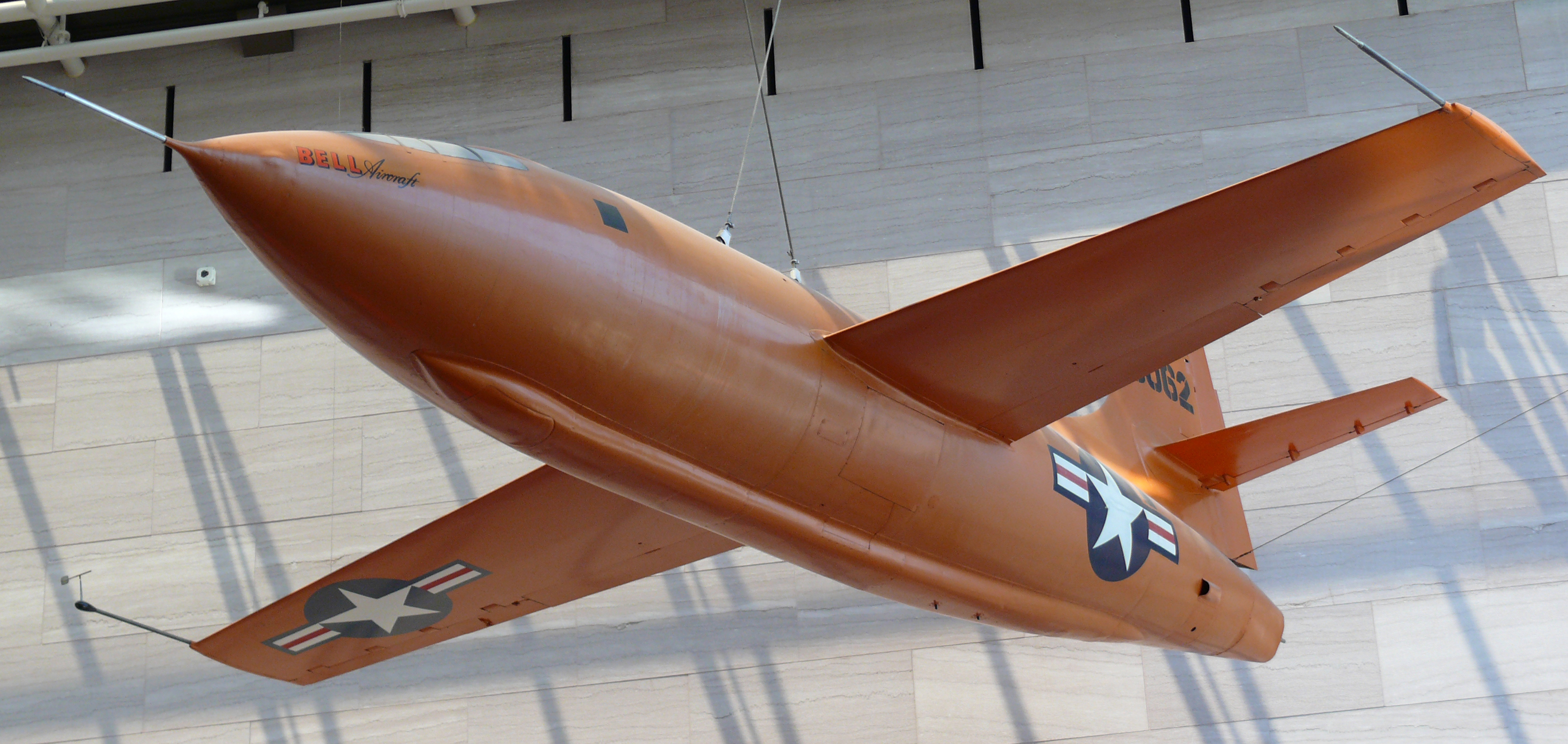
El avión Bell X-1.

### Puente Golden Gate
El tono de naranja internacional utilizado para pintar el puente Golden Gate en San Francisco, California, es más oscuro que el utilizado en la industria aeroespacial pero ligeramente más claro que el naranja internacional estándar utilizado por contratistas militares y en ingeniería, aumentando así su visibilidad para los barcos.
El Puente 25 de Abril en Lisboa, Portugal también usa este color.

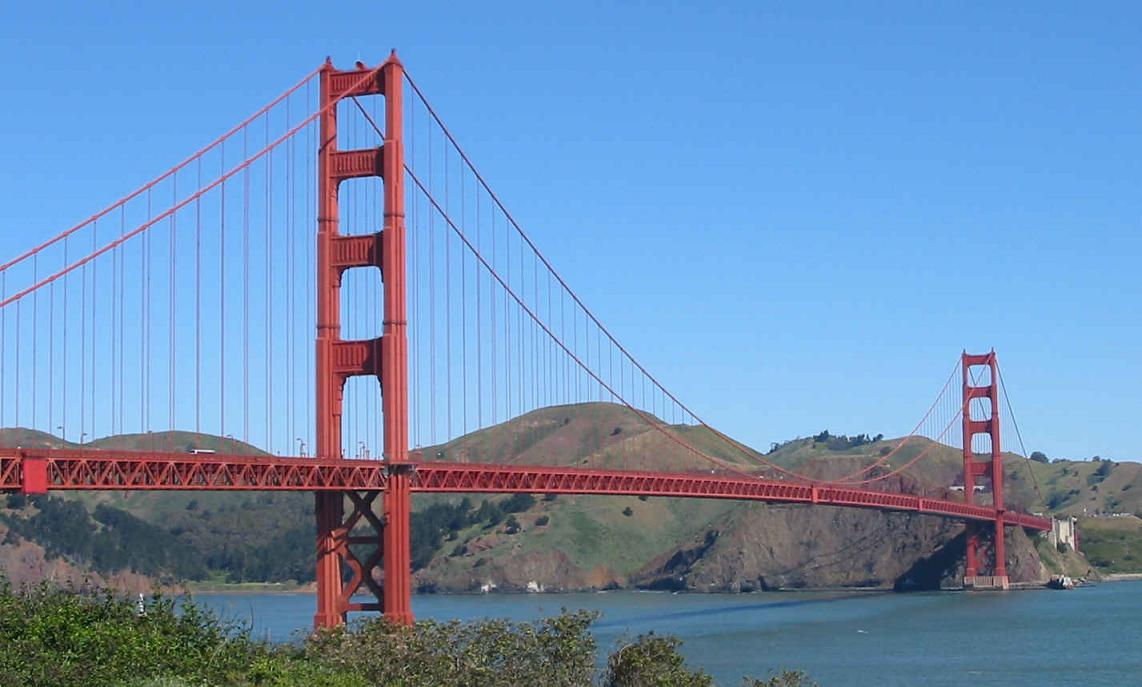
El puente Golden Gate.
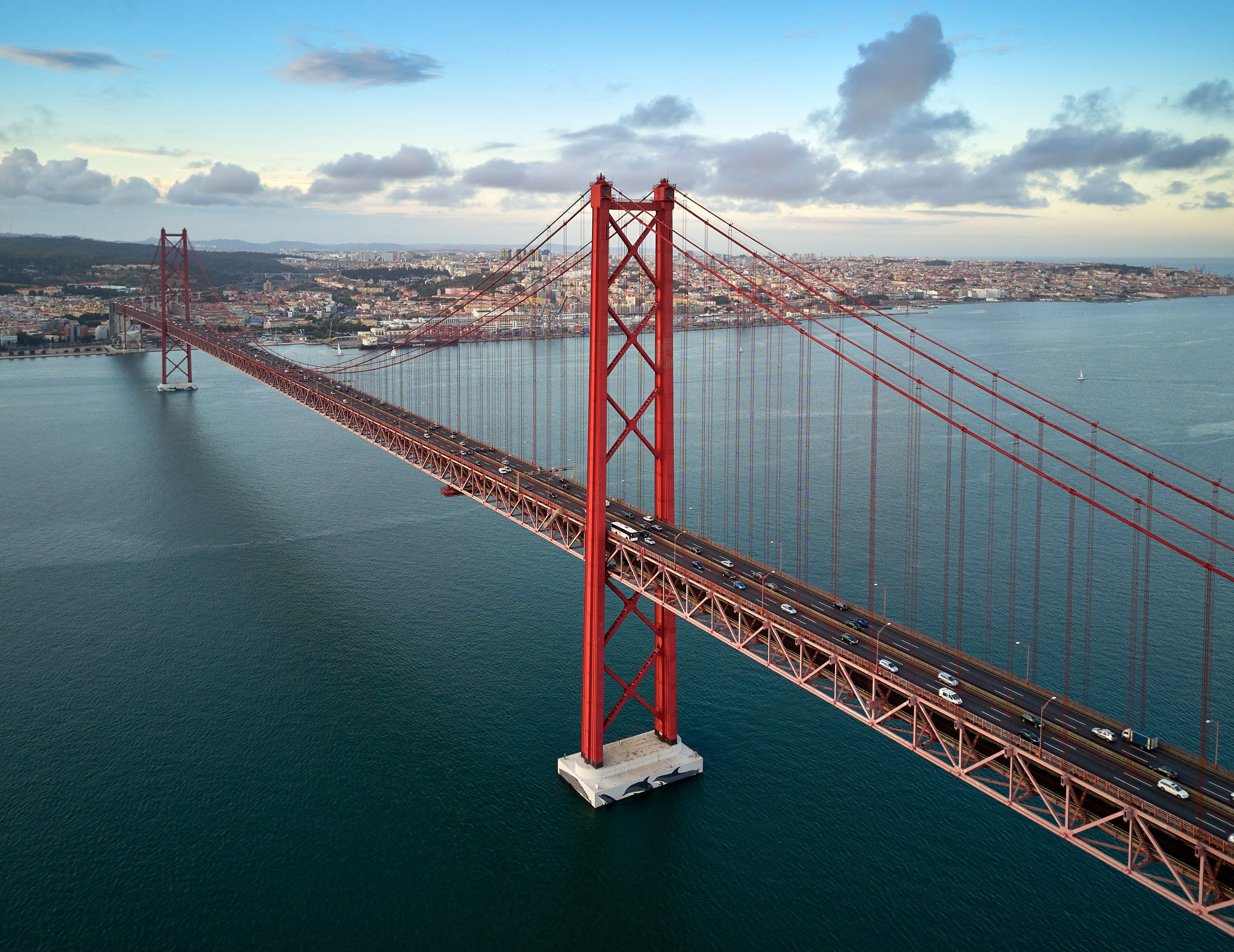
El puente 25 de Abril.

### Ingeniería
La fuente de este color es el Estándar Federal 595 que el gobierno federal de los Estados Unidos estableció en 1956 para colores de pintura, este es utilizado principalmente por contratistas militares y también en la ingeniería en general.
De acuerdo con las normas de seguridad aérea, algunas torres altas, por ejemplo, la Torre de Tokio y la Torre de TV de Ereván están pintadas en blanco y naranja internacional.

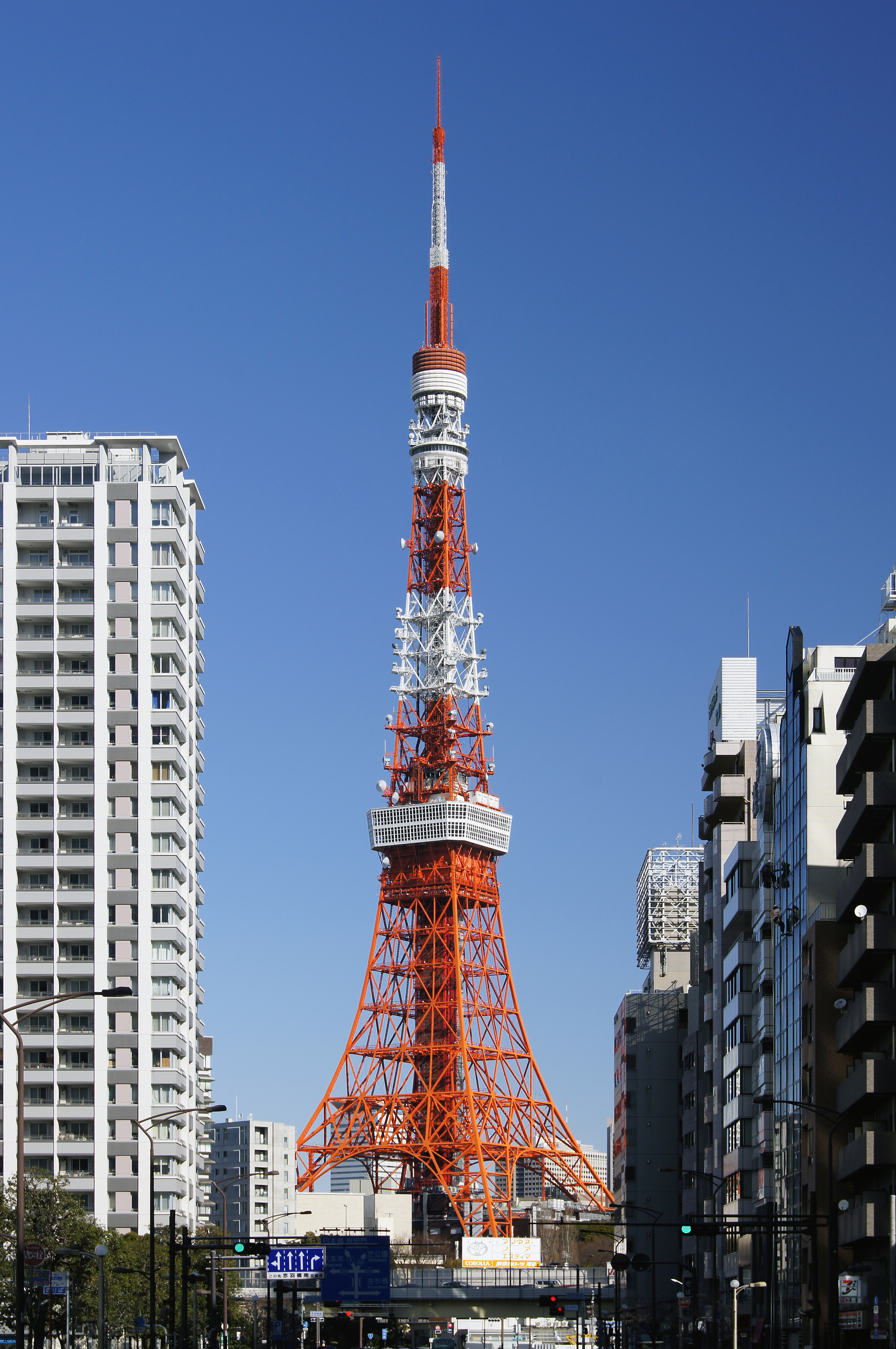
La Torre de Tokio.
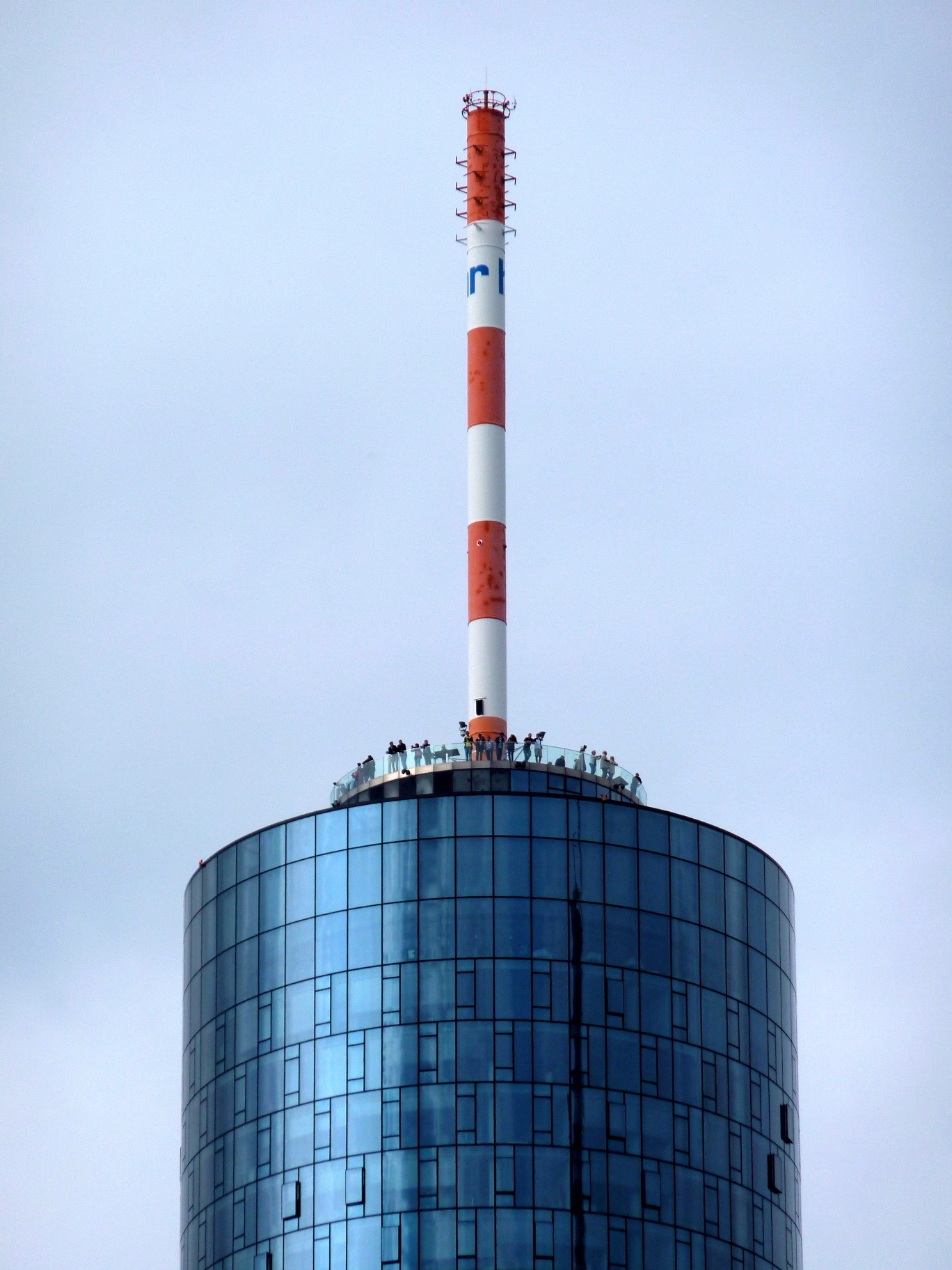
Antena del Maintower en Fráncfort del Meno, Alemania.

### Deportes
La World Football League usó el naranja internacional (en lugar del blanco tradicional) para las rayas de sus balones de fútbol americano. La liga también pintó una pequeña marca de color naranja internacional en el campo en la línea de dos yardas.

### Camionaje
Schneider National pinta sus camiones, tractores o remolques de color "naranja de seguridad internacional" (naranja Omaha) (PMS 165).